# Morunasaurus
Morunasaurus es un género de lagartos de la familia Hoplocercidae. Su nombre común es mantícoras. Sus especies se distribuyen por Colombia, Ecuador, Perú y Panamá.

## Especies
Se reconocen a las siguientes tres especies:
- Morunasaurus annularis (O’Shaughnessy, 1881) - Ecuador y sur de Colombia.
- Morunasaurus groi Dunn, 1933 - Panamá y noroeste de Colombia.
- Morunasaurus peruvianus Köhler, 2003 - Perú.